# Sammakkojärvi (Gällivare socken, Lappland, 744104-175112)
Sammakkojärvi är en sjö i Gällivare kommun i Lappland och ingår i Kalixälvens huvudavrinningsområde. Sjön har en area på 0,828 kvadratkilometer och ligger 228 meter över havet.

## Delavrinningsområde
Sammakkojärvi ingår i det delavrinningsområde (744032-175074) som SMHI kallar för Mynnar i Ängesån. Medelhöjden är 250 meter över havet och ytan är 3,91 kvadratkilometer. Det finns inga avrinningsområden uppströms utan avrinningsområdet är högsta punkten. Vattendraget som avvattnar avrinningsområdet har biflödesordning 3, vilket innebär att vattnet flödar genom totalt 3 vattendrag innan det når havet efter 177 kilometer. Avrinningsområdet består mestadels av skog (64 procent) och öppen mark (12 procent). Avrinningsområdet har 0,83 kvadratkilometer vattenytor vilket ger det en sjöprocent på 21,2 procent.